# しらゆき (列車)
しらゆきは、東日本旅客鉄道（JR東日本）およびえちごトキめき鉄道が新井駅・上越妙高駅 - 新潟駅間を、妙高はねうまライン・信越本線経由で運行している特別急行列車である。

## 概要
2015年（平成27年）3月14日に北陸新幹線の長野駅 - 金沢駅間が延伸開業するのに合わせ、上越妙高駅での新幹線（主に富山・金沢方面）との接続列車として運行が開始された。新潟県上越地方から柏崎市や長岡市などを経由して新潟市とを結ぶ列車で、上越妙高駅発着及び妙高市新井地区方面の利便性確保のため新井駅発着の列車も運行されている。
北陸新幹線延伸開業前日の13日まで、上越地方と新潟駅との間には、特急「北越」が金沢駅 - 新潟駅間で1日5往復、快速「くびき野」が新井駅 - 新潟駅間で1日3往復運行されており、それらの運行体制を継承した形となっている。
「しらゆき」の名称は日本国有鉄道時代に日本海縦貫線急行として、JR化後に秋田駅 - 青森駅間を結んでいた快速の名称として過去に使用されていたことがある。また、現在「しらゆき」が運行されている区間の特急には「みのり」の愛称が使用されていた。
運行区間全てが新潟県であり、複数の都道府県を跨いで走らない特急列車である。

## 運行概況
2023年3月18日現在、新井駅 - 新潟駅間2往復（下り1・3号／上り2・8号）、上越妙高駅 - 新潟駅間2往復（下り5・7号／上り4・6号）の計4往復が運行されている。

### 停車駅
●：停車　▷：一部下り列車のみ停車　◁：一部上り列車のみ停車
| 列車名   | 号数           | えちごトキめき鉄道 | えちごトキめき鉄道 | えちごトキめき鉄道 | えちごトキめき鉄道 | えちごトキめき鉄道 | 東日本旅客鉄道 | 東日本旅客鉄道 | 東日本旅客鉄道 | 東日本旅客鉄道 | 東日本旅客鉄道 | 東日本旅客鉄道 | 東日本旅客鉄道 | 東日本旅客鉄道 | 備考                  |
| 列車名   | 号数           | 新井駅             | 上越妙高駅         | 高田駅             | 春日山駅           | 直江津駅           | 柿崎駅         | 柏崎駅         | 長岡駅         | 見附駅         | 東三条駅       | 加茂駅         | 新津駅         | 新潟駅         | 備考                  |
| -------- | -------------- | ------------------ | ------------------ | ------------------ | ------------------ | ------------------ | -------------- | -------------- | -------------- | -------------- | -------------- | -------------- | -------------- | -------------- | --------------------- |
| しらゆき | 下記以外の列車 |                    | ●                  | ●                  | ◁                  | ●                  | ●              | ●              | ●              | ●              | ●              | ●              | ●              | ●              | 春日山駅は6号のみ停車 |
| しらゆき | 1, 3／2, 8号   | ●                  | ●                  | ●                  | ▷                  | ●                  | ●              | ●              | ●              | ●              | ●              | ●              | ●              | ●              | 春日山駅は1号のみ停車 |

### 所要時間
- 新潟駅 - 上越妙高駅間 上り 1時間59分 - 2時間04分 下り 1時間57分 - 2時間03分
- 新潟駅 - 新井駅間 上り 2時間06分 - 2時間08分 下り 2時間05分 - 2時間11分

### 使用車両・編成
新潟車両センター所属のE653系1100番台4両編成4本が運用されている。
ただし、臨時で｢いなほ｣用のE653系1000番台が使われることもある。
かつて勝田車両センターに所属し、「フレッシュひたち」として常磐線特急の一翼を担っていたE653系0番台付属編成（4両編成）をリニューアルしE653系1100番台となった。E657系導入に伴う置換えにより長らく余剰となっていたが、2015年に郡山総合車両センターで耐寒耐雪構造の強化などの改造・改番を受け投入された。編成両数は4両のままである。なお、「いなほ」用の1000番台とは異なりグリーン車への改造はなく、すべて普通車である。
カラーリングは列車愛称の「しらゆき」に合わせたアイボリーホワイトをベースに、車両下部は沿線の特徴である日本海と空の青さを表す紫紺とのツートーンとし、白と紫紺の間には、日本海に沈む夕陽の海面への映り込みを表す朱色のラインが配されている。
運行区間は全て直流電化で交流電化の区間は全く走行しないが、交直両用のまま運用されている。

### その他
乗務員（運転士・車掌）は新潟駅 - 直江津駅間はJR東日本、直江津駅 - 新井駅間はえちごトキめき鉄道が担当し、直江津駅にて乗務員交代が行われる。
車内販売はすべての列車で実施されていない。
上越妙高駅で北陸新幹線と「しらゆき」を乗り継いで柿崎駅以遠の各停車駅との間を乗車する場合、および長岡駅で上越新幹線と「しらゆき」を乗り継ぐ場合に、「しらゆき」の乗車区間の特急料金は乗継割引適用対象となるが、対象はJR東日本線区間分のみで、乗車区間にえちごトキめき鉄道線が含まれる場合、えちごトキめき鉄道線部分の特急料金は割引対象とならない。なお、乗継割引は2024年3月16日をもって廃止された。

えちごトキめき鉄道では指定席料金を設定しておらず、直江津駅 - 上越妙高駅・新井駅間のみでの座席指定は不可能である。

## 沿革
- 2015年（平成27年）3月14日：新井駅・上越妙高駅 - 新潟駅間を1日5往復体制で運行開始。このうち3往復が上越妙高駅発着、2往復が新井駅発着で運行[5]。
- 2019年（平成31年）3月16日：ダイヤ改正により、下り1本（9号）の運転時刻を繰り上げ。長岡駅で上越新幹線東京駅行き最終列車に接続するように変更[6]。
- 2022年（令和4年）3月12日：ダイヤ改正により、1往復（8号・9号）の運転を取りやめ。10号を8号に変更[7]。
- 2025年（令和7年）3月15日：ダイヤ改正により、下り1本（1号）の運転取りやめ。下り1本（7号）の運転時刻を繰り下げ。改正前の3・5・7号を1・3・5号にそれぞれ変更。上り1本（8号）の運転時刻を繰り上げ[8]。